# Вале-да-Сеньора-да-Повуа
Вале-да-Сеньора-да-Повуа (порт. Vale da Senhora da Póvoa; МФА: [ˈva.ɫɨ dɐ sɐ.ˈɲo.ɾɐ dɐ ˈpɔ.vu.ɐ]) — парафія в Португалії, у муніципалітеті Пенамакор. Розташована в східній частині країни, на теренах історичної португальської провінції Бейра. Входить до складу округу Каштелу-Бранку. За адміністративним поділом, чинним до 1976 року, терени парафії були складовою провінції Нижня Бейра. Належить до Порталегрівсько-Каштелу-Бранківської діоцезії Католицької церкви. Патрон — святий Яків. Площа — 19,3123 км². Населення — 257 ос. (2011). Слабо урбанізований регіон. Густота населення — 13,31 осіб/км²
. Код — 050712.

## Населення
| Кількість мешканців | Кількість мешканців | Кількість мешканців | Кількість мешканців | Кількість мешканців | Кількість мешканців | Кількість мешканців | Кількість мешканців | Кількість мешканців | Кількість мешканців | Кількість мешканців | Кількість мешканців | Кількість мешканців | Кількість мешканців | Кількість мешканців |
| ------------------- | ------------------- | ------------------- | ------------------- | ------------------- | ------------------- | ------------------- | ------------------- | ------------------- | ------------------- | ------------------- | ------------------- | ------------------- | ------------------- | ------------------- |
| 1864                | 1878                | 1890                | 1900                | 1911                | 1920                | 1930                | 1940                | 1950                | 1960                | 1970                | 1981                | 1991                | 2001                | 2011                |
| 387                 | 472                 | 537                 | 593                 | 682                 | 731                 | 832                 | 981                 | 1 094               | 975                 | 636                 | 429                 | 388                 | 333                 | 257                 |